# Dmitri Alijewitsch Kabutow
Dmitri Alijewitsch Kabutow (russisch Дмитрий Алиевич Кабутов; * 26. März 1992 in Sokur) ist ein russischer Fußballspieler.

## Karriere

### Verein
Kabutow begann seine Karriere in der Akademija Konoplew. Zur Saison 2010 wechselte er zum Drittligisten Akademija Toljatti. Für diesen kam er in seiner ersten Saison zu 19 Einsätzen in der Perwenstwo PFL. In der Saison 2011/12 absolvierte er 37 Drittligapartien. Zur Saison 2012/13 wurde er an den Zweitligisten FK Saljut Belgorod verliehen. Dort debütierte er im Juli 2012 in der Perwenstwo FNL. Für Saljut kam er insgesamt zu 18 Zweitligaeinsätzen, ehe die Leihe in der Winterpause vorzeitig beendet wurde und Kabutow fest zum Zweitligisten Rotor Wolgograd wechselte. In Wolgograd absolvierte er bis Saisonende zwölf Partien. In der Saison 2013/14 kam er zu 17 Einsätzen, in denen er dreimal taf.
Nach der Saison 2013/14 zog sich Rotor allerdings aufgrund finanzieller Probleme aus der zweiten Liga zurück, woraufhin der Offensivspieler zum vormaligen Ligakonkurrenten Gasowik Orenburg wechselte. In seiner ersten Spielzeit in Orenburg kam er zu 23 Einsätzen. In der Saison 2015/16 absolvierte er 17 Partien bis zur Winterpause, ehe er im Januar 2016 weiter innerhalb der Perwenstwo FNL zu Lutsch-Energija Wladiwostok wechselte. Im Osten Russlands kam er bis Saisonende zu zwölf Einsätzen.
Zur Saison 2016/17 schloss er sich dem Ligakonkurrenten Wolgar Astrachan an. In seiner ersten Saison bei Wolgar kam Kabutow zu 32 Einsätzen. In der Spielzeit 2017/18 absolvierte er bis zur Winterpause 24 Partien, ehe er im Januar 2018 zum Erstligisten FK SKA-Chabarowsk wechselte. Sein Debüt in der Premjer-Liga folgte daraufhin im März 2018 gegen den FK Tosno. Bis Saisonende absolvierte der Flügelstürmer sieben Partien in der höchsten Spielklasse, aus der er mit Chabarowsk zu Saisonende allerdings abstieg. Nach dem Abstieg kam er in der Saison 2018/19 zu 37 Zweitligaeinsätzen.
Zur Saison 2019/20 wechselte Kabutow zum Erstligisten Krylja Sowetow Samara. Für Samara kam er in seiner ersten Saison zu 28 Einsätzen in der Premjer-Liga, aus der er mit Krylja Sowetow zu Saisonende allerdings abstieg. In der darauffolgenden Saison schaffte er mit dem Klub jedoch den direkten Wiederaufstieg, in der zweiten Liga absolvierte er für KS Samara 37 Partien. Nach dem Aufstieg kam er in der Saison 2021/22 bis zur Winterpause achtmal in der höchsten Spielklasse zum Einsatz. Im Februar 2022 wechselte er innerhalb der Liga zum FK Ufa. Für Ufa kam er bis Saisonende zu elf Einsätzen in der Premjer-Liga, aus der er mit dem Verein aber abstieg.
Daraufhin wechselte Kabutow zur Saison 2022/23 innerhalb der zweiten Liga zu Rubin Kasan.

### Nationalmannschaft
Kabutow spielte im November 2012 einmal für die russische U-21-Auswahl.